# サン・ジュスト (揚陸艦)
サン・ジュスト（イタリア語：San Giusto, L 9894）は、イタリア海軍のドック型揚陸艦。サン・ジョルジョ級強襲揚陸艦の準同型艦であり、3番艦として扱われることが多いが、公式には単独で艦級を構成する。艦名はトリエステの殉教者ジュスト（it:Giusto martire）に由来する。
サン・ジョルジョ級と同様に公称は強襲揚陸艦である。イタリアの造船会社フィンカンティエリによってセストリ・レヴァンテのリヴァ・トリゴーゾ造船所で建造された。

## 練習艦
本艦は海軍士官学校の航海教育のために必要な機能を有している。
「554 カイオ・ドゥイリオ」の退役の後に練習艦任務に就く。リヴォルノ海軍士官学校第二学年の実習ために宿泊施設のほか、艦橋部に公室や教室などが設けられている。

## 艦歴
「サン・ジュスト」は、フィンカンティエリリヴァ・トリゴソ造船所で建造され1991年8月19日に起工、1993年12月2日に進水、1994年4月14日に就役し第3海軍管区に配備された。
「サン・ジュスト」は練習艦任務以外の活動も実施している。1999年、東ティモールの独立の伴う重大局面に対応するためCOMSUBINの分遣隊と共に派遣される。
2002年7月5日から9月29日にかけて北ヨーロッパ諸国を練習航海で訪問した。全行程は10,887海里におよび、ストックホルム175周年記念式典やブレーマーハーフェン125周年記念式典にも参列した。
2004年5月30日から7月10日にかけて西地中海および東大西洋を実習航海し、その後7月18日から9月26日までの間には北部ヨーロッパを実習航海した。
2005年の実習航海は地中海で行なわれ、この際には外国人学生12名が乗艦していた。
2006年夏、東地中海で短期間の実習航海が行なわれた。この期間の短さの原因はレバノン近海にて作戦中の「551 ジュゼッペ・ガリバルディ」などへの支援をする事が求められた為であった。その年の内に「サン・ジュスト」はアンティカ・バビロニア作戦（it:Operazione Antica Babilonia）に参加する。
2012年8月から12月にかけてイタリア海軍はアタランタ作戦実施部隊の司令官職の持ち回りを受け、「サン・ジュスト」は欧州連合海軍部隊旗艦として活動する。期間中は中国人民解放軍海軍の海賊対策部隊司令や欧州連合政治顧問の訪問を受けるなどしている。